# Danilo Türk
Danilo Türk (Maribor, 19 februari 1952) is een Sloveens advocaat en diplomaat, en oud-president van Slovenië.

## Diplomatieke en academische carrière
Hij was de eerste Sloveense ambassadeur van de Verenigde Naties tussen 1992 en 2000, en daaropvolgend Assistent Secretaris-Generaal voor Politieke Zaken. In 2016 dong hij tevergeefs naar het ambt van secretaris-generaal als opvolger van Ban Ki-Moon.
Na zijn presidentschap werd hij werkzaam als professor in het internationaal recht en decaan studentenzaken van de faculteit rechtsgeleerdheid aan de Universiteit van Ljubljana. Hij behaalde een master's degree in de rechtsgeleerdheid aan de Universiteit van Belgrado.

## Presidentsverkiezingen
In juni 2007 stelde hij zich kandidaat als president voor de presidentsverkiezingen van 2007. Als onafhankelijk kandidaat werd hij gesteund door de Sociaal Democraten, Zares en DeSUS en verder ook door de non-parlementaire Christelijke Socialisten en Democraten.
In de eerste ronde van de presidentsverkiezingen van 21 oktober 2007, werd hij tweede met 24,54% van de stemmen, waarmee hij door mocht naar de tweede ronde, waar hij met Lojze Peterle (die 28,50% van de stemmen verkreeg in de eerste ronde) zou strijden om het presidentschap.
Uiteindelijk won hij de tweede ronde met 68,2% van de stemmen. Daarmee werd hij op 22 december 2007, de dag van de eedaflegging, de derde president van Slovenië.
Op 2 december 2012 verloor Türk de presidentsverkiezingen. Hij haalde slechts 33% van de stemmen. Zijn tegenstander Borut Pahor won de verkiezingen met 67% van de stemmen.